# Laccophilus seyrigi
Laccophilus seyrigi is een keversoort uit de familie waterroofkevers (Dytiscidae). De wetenschappelijke naam van de soort is voor het eerst geldig gepubliceerd in 1937 door Guignot.